# Milítsia

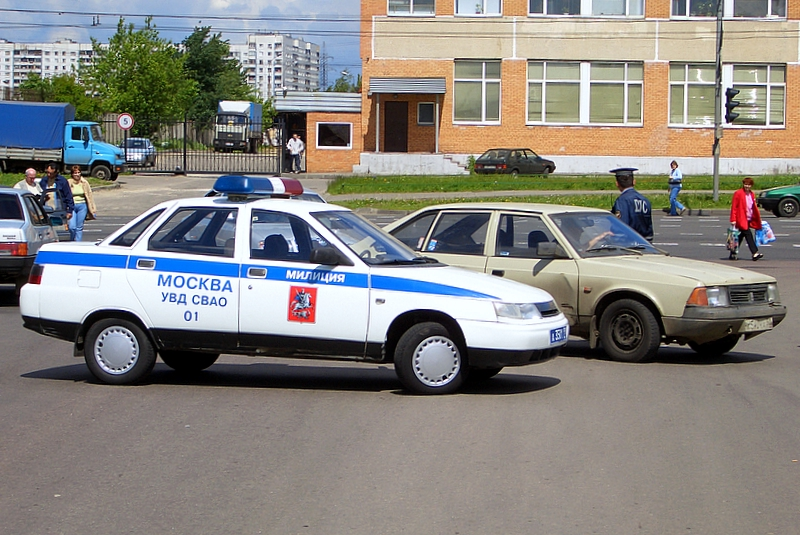
Viatura da Milítsia moscovita

Milítsia (em russo:  милиция ou, literalmente, "milícia") era o nome genérico das polícias na União Soviética e em outros países de regime comunista ou socialista. 
Atualmente, o termo é usado coloquialmente para designar a polícia na Bielorrússia, Tajiquistão, Uzbequistão e em outros países ex-soviéticos. Devido à história do termo e das características locais distintas, a milítsia deve ser considerada um tipo regional especial de sistema policial, não apenas uma tradução da palavra "polícia". 
O nome surge durante a Revolução Russa onde a "Politsia" (em russo:  Полиция) tsarista foi desfeita e no lugar foi fundado uma "Milícia dos Trabalhadores e Camponeses". O termo "milícia" foi escolhido para enfatizar a participação popular, contrastando com a polícia "burguesa". 

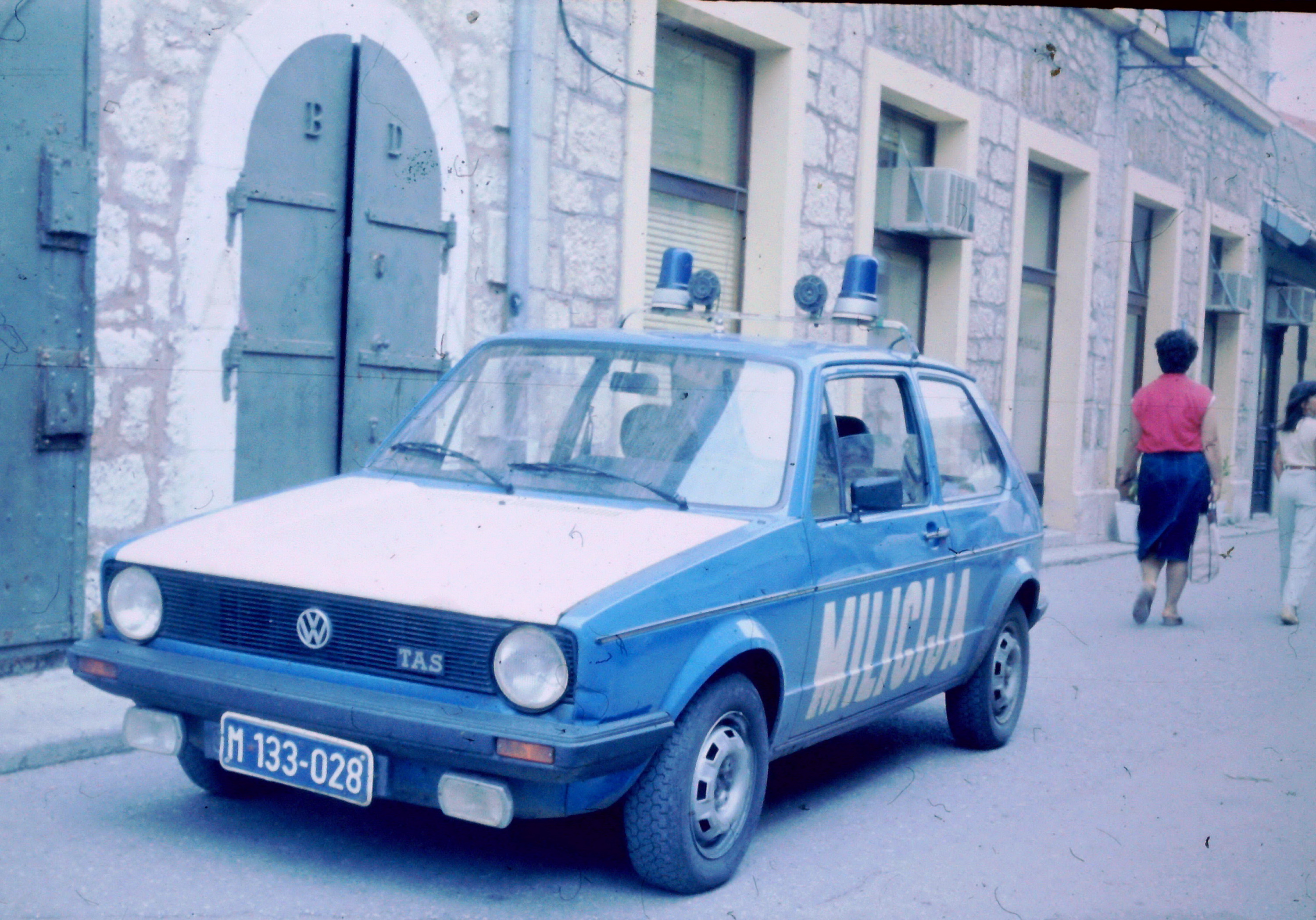
Carro da Milicija da República Socialista Federativa da Iugoslávia em 1985

Também havia as Tropas Internas, que eram uma Gendarmaria, ou seja, uma força militar responsável pela segurança pública, dando apoio e reforçando a Milítsia. Ao contrário da Milítsia, os soldados das Tropas Internas não eram funcionários de carreira, mas conscritos. 
As forças de "Militsiya" em todos os países do antigo bloco soviético compartilham tradições, táticas e métodos similares, embora as diferenças aumentem com o tempo.
A partir do governo de Boris Yeltsin, municípios como o de Moscou formaram as suas milícias locais, com atribuições a elas circunscritas.
A milícia exerce o policiamento preventivo e a polícia de investigação ou judiciária. Os distritos policiais ou delegacias são as suas unidades de polícia local e centros de detenção temporária. Incluem entre as suas seções uma inspetoria de tráfego. A atividade de polícia judiciária possui seções especializadas no combate às diversas modalidades de infrações penais.
Após a Dissolução da União Soviética, muitos países extinguiram suas Milícias e criaram novas forças policiais. A Federação Russa criou a Polícia da Rússia em 2011, enquanto a Ucrânia criou a Polícia Nacional da Ucrânia em 2015.